# ArchiRès
ArchiRès est un réseau regroupant les bibliothèques de plusieurs écoles d’architecture de la francophonie. Il est constitué de documentalistes qui ont la charge de fonds spécialisés en architecture, urbanisme et paysage.

## Établissements
Les établissements concernés sont :
- en France :
  - les vingt écoles nationales supérieures d’architecture du ministère de la Culture,
  - l’École spéciale d’architecture à Paris,
  - la Cité de l’architecture et du patrimoine à Paris ;
- en Belgique :
  - l’Institut supérieur d’architecture Saint-Luc à Bruxelles,
  - l’Institut supérieur d’architecture de la Communauté française de La Cambre à Bruxelles ;
- au Maroc :
  - l’École nationale d’architecture à Rabat ;
- au Liban :
  - l’Académie libanaise des Beaux-Arts.

Les partenaires sont :
- en France :
  - l’École nationale supérieure du paysage à Versailles,
  - l’École Camondo à Paris,
  - l’Institut national des sciences appliquées (INSA) à Strasbourg ;
- en Belgique :
  - l’Institut supérieur d’architecture Saint-Luc de Wallonie à Tournai.

## Objectifs
La volonté commune est de promouvoir l’échange et la diffusion d’informations, la valorisation des ressources documentaires, la mise en commun des compétences, le partage de la veille technologique, le développement de nouvelles prestations aux usagers. La mise en ligne sur le Web de la base de données d’ArchiRès, avec accès gratuit, permet sa consultation par un public beaucoup plus large que ses utilisateurs initiaux, étudiants et enseignants des écoles. 

## Une base de données de références bibliographiques en libre accès
Plus de 180 titres de revues dont 90 vivantes sur l’architecture, la construction, l’urbanisme et le paysage y sont dépouillées et indexées : la plupart des titres font l’objet d’une analyse systématique, article par article, avec résumé et mots-clés. 70 % des revues sont francophones et 30 % en langues étrangères. Les mémoires de fin d’études (travaux personnels de fin d’études (TPFE) de 1985 à 2007, projets de fin d’études (PFE) depuis 2006, et mémoires de séminaires de 5e année (MES) sont également disponibles sur cette base, selon le même principe de dépouillement avec mots-clés et résumé. Au total la base ArchiRès contient aujourd’hui plus de 90 000 notices, soit 55 000 articles de revues et 35 000 travaux d’étudiant, avec une croissance annuelle de 7 000 notices.

## Historique
Après l’éclatement de l’École des Beaux-Arts de Paris et la création des écoles d’architecture en 1968, chaque école commence la constitution d’une bibliothèque avec une équipe souvent réduite d’une ou deux personnes. La nécessité d’une collaboration entre écoles se fait rapidement sentir. Les écoles prennent en charge le travail de dépouillement partagé des principales revues d’architecture, urbanisme et paysage. 
À l’occasion de l’informatisation des bibliothèques des écoles d’architecture françaises en 1988, la base ArchiRès est créée, constituée de ces dépouillements d’articles de revues et de diplômes de fin d’études. Après avoir été diffusée sur CD-ROM à partir de 1992, la base est interrogeable sur le Web depuis 2001.
Depuis 2006, le traitement rétrospectif de trois des principales revues françaises d’architecture (L’Architecture d’aujourd’hui, Techniques et Architecture, AMC) a été entrepris. Ainsi L’Architecture d’aujourd’hui est traitée jusqu’à l’année 1952, Techniques et Architecture jusqu’à 1973, AMC jusqu’à 1974. 

## Fonctionnement
Il s’appuie sur le travail de plusieurs commissions, qui ont été créées au fur et à mesure des besoins, toujours dans le but de mutualiser la réflexion autour de questions qui se posaient à l’ensemble des unités documentaires des écoles d’architecture. C’est ainsi que sont nées les commissions Thésaurus, Informatisation (puis réinformatisation et portail), Audiovisuel (politique d’achat, gestion des droits…), Cartes et Plans, Évaluation (démarche qualité avec élaboration d’indicateurs communs), Droits d’auteur, Formation…
Le réseau anime également une liste de diffusion, et un séminaire annuel est organisé à tour de rôle par une ou plusieurs écoles, qui rassemble tous les membres autour d’une thématique qui se donne pour objectif l’échange d’expériences et l’information sur des sujets d’actualité du domaine professionnel.